# Barraques de pedra seca (Llers)
Les barraques de pedra seca són un conjunt de construccions rurals al terme municipal de Llers (Alt Empordà) incloses en l'Inventari del Patrimoni Arquitectònic de Catalunya. El municipi de Llers té una gran nombre de barraques de vinya i de pastor distribuïdes per tot el terme municipal. Una de les zones on es concentren més barraques és a la banda sud del terme, entre la vila de Llers i la d'Avinyonet de Puigventós, destacant el paratge de les Brugueres i les Avalls.
Aquestes barraques són bastides amb la tècnica de la pedra seca, tot i que presenten una gran diversitat tipològica pel que fa a les seves dimensions, formes i distribucions internes. Majoritàriament són de grans dimensions i estan distribuïdes entre una i tres estances. Presenten la planta quadrada, rectangular o circular, i en determinats casos, integren alguna feixa com a part de l'estructura. La coberta és en general cupular, bastida mitjançant l'acumulació concèntrica de pedres. L'accés a l'interior es fa mitjançant una obertura rectangular, en alguns casos lleugerament troncopiramidal. Presenta llinda monolítica i brancals fets amb pedra ben desbastada. En determinades ocasions pot tenir un arc de descàrrega superior. Les barraques són bastides en pedra generalment desbastada, de mida mitjana-gran, disposada en filades més o menys regulars.
Aquest tipus de construccions és molt freqüent a la zona que s'estén entre Llers i Avinyonet de Puigventós, i es relacionen amb l'expansió agrícola i demogràfica del segle xviii, quan els Rocabertí, senyors del lloc, van cedir a la gent del poble bona part de les terres ermes per al seu conreu, i s'hi van plantar vinyes i oliveres. Rubió i Bellver, en el seu estudi sobre aquest tipus de construccions, les relaciona amb les que encara es conserven a la península del Sinaí, que semblen tenir el seu origen en temps prehistòrics. També se'n troben en altres zones del Mediterrani, principalment associades amb el conreu de vinya. Així doncs, l'autor dedueix que les tècniques de construcció de les barraques es remunten a temps remots i han arribat als nostres dies per transmissió generacional.